# JMP
JMP (сокращение от «Jump») — инструкция ассемблера x86, которая используется для перехода к определённому адресу в коде. Она изменяет поток управления программой, переходя к указанному месту вместо следующей инструкции. После выполнения JMP следующая инструкция, которую выполнит процессор, будет находиться по адресу, указанному в JMP.

### Синтаксис
```
JMP
 
destination

```

destination — это место, куда следует перейти. Это может быть метка, регистр или указатель.

### Примеры использования
```
JMP
 
label
   
; Переход к метке 'label'

JMP
 
eax
     
; Переход к адресу, хранящемуся в регистре EAX

JMP
 
[
ebx
]
   
; Переход к адресу, на который указывает регистр EBX

JMP
 
0x1234
  
; Безусловный переход к адресу 0x1234

```

### Виды JMP
В x86 есть несколько разновидностей JMP, включая:
- Безусловный переход (JMP): Выполняет переход независимо от условий.
- Условные переходы (Jxx): Выполняют переход только при определённых условиях, таких как JE (Jump if Equal) или JNE (Jump if Not Equal).

### Технические детали
1. Регистр IP (Instruction Pointer): Когда выполняется инструкция JMP, регистр IP (указатель инструкции) процессора обновляется, чтобы указывать на новый адрес, указанный в инструкции JMP. Это означает, что следующая инструкция, которую процессор будет выполнять, будет взята из этого нового адреса.
2. Флаги процессора: Инструкция JMP не влияет на флаги процессора. Это отличает её от условных инструкций перехода, таких как JNE или JGE, которые выполняют переход, только если определённые флаги установлены определённым образом.
3. Регистры: Кроме изменения регистра IP, инструкция JMP не влияет на другие регистры процессора.

### Заключение
Инструкция JMP является основой управления потоком в x86. Она позволяет программам выполнять нелинейные алгоритмы и создавать сложные структуры управления, такие как циклы и условные операторы.